# Ghiacciaio Litz
Il ghiacciaio Litz (in inglese Litz Glacier) è un ghiacciaio situato sull'isola Thurston, al largo della costa di Eights, nella Terra di Ellsworth, in Antartide. Il ghiacciaio, il cui punto più alto si trova a circa 450 m s.l.m., fluisce verso nord-est a partire dalle vicinanze del picco Smith, nella zona centro-settentrionale dell'isola, fino a entrare nella parte occidentale dell'insenatura di Peale, a nord dei picchi Guy.

## Storia
Il ghiacciaio Litz è stato così battezzato dal Comitato consultivo dei nomi antartici in onore di A.K. Litz, capo dei fotografi del Gruppo Orientale dell'Operazione Highjump, che scattò fotografie aeree di questo ghiacciaio e delle aree costiere adiacenti nel periodo 1946-47.